# Christophe Slagmuylder
Christophe Slagmuylder (Brussel, 1967) is een Belgisch manager in de cultuursector.

## Levensloop
Christophe Slagmuylder studeerde kunstgeschiedenis aan de Université libre de Bruxelles, werd docent aan de École nationale supérieure des arts visuels in Brussel en was aan verschillende Brusselse theaters en dansgezelschappen verbonden, waaronder het Théâtre Les Tanneurs. Van 2002 tot 2018 werkte hij bij het Brusselse festival Kunstenfestivaldesarts. Hij volgde er in 2007 oprichtster Frie Leysen als algemeen en artistiek directeur op.
In februari 2018 werd hij voorgesteld als programmadirecteur van het Theater der Welt in Düsseldorf in 2020, een internationaal theaterfestival dat om de drie jaren in een andere Duitse stad wordt georganiseerd. Zijn voorganger bij het Kunstenfestivaldesarts, Frie Leysen, was curator van de editie in 2010. In juni dat jaar werd hij echter voorgesteld als interim-artistiek directeur van het multidisciplinair kunstenfestival Wiener Festwochen in Wenen, Oostenrijk. In oktober 2018 werd hij er als artistiek directeur aangesteld en droeg hij zijn functie bij het Theater der Welt over.
In november 2022 werd Slagmuylder in opvolging van de eerder dat jaar onverwachts overleden Sophie Lauwers tot directeur-generaal van het Brusselse kunstencentrum Bozar benoemd. Zijn nieuwe functie zal starten in februari 2023.